# Cristina Elena Teniente Sánchez
Cristina Elena Teniente Sánchez (Cáceres, 9 de mayo de 1967) es una política española. Fue vicepresidenta y portavoz de la Junta de Extremadura entre 2011 y 2015.

## Trayectoria
Nacida en Cáceres, es licenciada en Derecho por la Universidad de Extremadura desde 1991. Cursó estudios de Bachillerato en el Colegio Nª. Sra. del Soterraño de Barcarrota donde su padre ejercía el cargo de comandante de puesto de la Guardia Civil con el empleo de teniente por lo que algunos de sus compañeros de otros cursos procedentes de pueblos cercanos a Barcarrota pensaban que no era su apellido sino un apodo. Realizó sus estudios de especialización en materia tributaria, financiera y contable en el Centro de Estudios Financieros de Madrid. Desde 1993 hasta 2002 compaginó el trabajo del despacho profesional que montó en la capital cacereña, con la actividad docente en Gestión Empresarial para el IMSERSO y en la Confederación Coordinadora Estatal de Minusválidos Físicos de España (COCEMFE).
En 1995 inicia su trayectoria política en el Ayuntamiento de Cáceres de la mano de José María Saponi, asumiendo las Delegaciones de Hacienda, Presupuesto y Turismo. Es diputada en la Asamblea de Extremadura desde 2003. Ocupó la Secretaría General del Grupo Parlamentario Popular en la VI legislatura, la portavocía adjunta en la VII y la portavocía de la Comisión de Hacienda y Presupuesto durante toda su etapa parlamentaria.
De 2004 a 2008 formó parte del Comité Ejecutivo Nacional del Partido Popular y es, en la actualidad, vicesecretaria general del Partido Popular de Extremadura.

## Cargos desempeñados
- Concejala en el Ayuntamiento de Cáceres (1995-2003).
- Diputada por la provincia de Cáceres en la Asamblea de Extremadura (desde 2003).
- Secretaria general del Grupo Popular en la Asamblea de Extremadura (2003-2007).
- Vicesecretaria general del PP de Extremadura (2004-2008).
- Portavoz adjunta del Grupo Popular en la Asamblea de Extremadura (2007-2011).
- Vicepresidenta de la Junta de Extremadura (2011-2015).
- Consejera de Empleo, Empresa e Innovación de la Junta de Extremadura (2011-2014).
- Portavoz de la Junta de Extremadura (2011-2015).
- Consejera de Economía, Comercio e Innovación (2014-2015).
- Portavoz del Grupo Popular en la Asamblea de Extremadura (desde 2015).

## Enlaces
- Promoción de las elecciones europeas de 2009

- Datos: Q8351726